# Adler Trumpf
Adler Trumpf var en bilmodell från Adler som lanserades 1932 och som med olika motoralternativ tillverkades till 1938. Adler Trumpf hade samma motorer - 1,5 respektive 1,7 liter - som systermodellen Adler Primus, men skilde sig från denna genom framhjulsdrift. Bilmodellen ritades av Hans Gustav Röhr. Av de första två modellerna Adler Trumpf 1,5 AV och Adler Trumpf 1,7 AV såldes fram till 1936 18.600  exemplar. Av efterföljaren 1,7 Liter EV, som enbart tillverkades med 1,7-litersmotor, tillverkades fram till 1938 7.003 exemplar.
Efterföljaren från 1938 var Adler 2 Liter.

## Tekniska data
| Modell              | 1,5 Liter AV            | Sport                   | 1,7 Liter AV            | 1,7 Liter EV            |
| ------------------- | ----------------------- | ----------------------- | ----------------------- | ----------------------- |
| Årtal               | 1932-1934               | 1933-1935               | 1933-1936               | 1936-1938               |
| Versioner           | L2, L4, Cb2             | R2                      | L2, L4, Cb2             | L4, Cb2                 |
| Motor               | 4-cylindrig, rak 4-takt | 4-cylindrig, rak 4-takt | 4-cylindrig, rak 4-takt | 4-cylindrig, rak 4-takt |
| Ventiler            | stående (sv)            | stående (sv)            | stående (sv)            | stående (sv)            |
| Cylindermått        | 71 mm x 95 mm           | 74,25 mm x 95 mm        | 74,25 mm x 95 mm        | 74,25 mm x 95 mm        |
| Motorvolym          | 1504 cm³                | 1645 cm³                | 1645 cm³                | 1645 cm³                |
| Effekt (hk)         | 32-33                   | 47                      | 38                      | 38                      |
| Effekt (kW)         | 23,5-24,2               | 34,5                    | 28                      | 28                      |
| Bränsleförbrukning  | 10 l / 100 km           | 15 l / 100 km           | 11 l / 100 km           | 12 l / 100 km           |
| Maxhastighet        | 95 km/h                 | 115 km/h                | 100 km/h                | 102 km/h                |
| Tomvikt             | 950 - 990 kg            | 950 kg                  | 950 - 990 kg            | 1100 - 1140 kg          |
| Totalvikt           | 1300 - 1340 kg          | 1200 kg                 | 1300 - 1340 kg          | 1420 - 1460 kg          |
| Elsystem            | 6 Volt                  | 6 Volt                  | 6 Volt                  | 6 Volt                  |
| Längd               | 4150 mm                 | 4150 mm                 | 4150 mm                 | 4540 mm                 |
| Bredd               | 1600 mm                 | 1600 mm                 | 1600 mm                 | 1600 mm                 |
| Höjd                | 1580 mm                 | 1550 mm                 | 1580 mm                 | 1580 mm                 |
| Hjulbas             | 2825 mm                 | 2825 mm                 | 2825 mm                 | 2920 mm                 |
| Spårvidd fram / bak | 1250 mm / 1250 mm       | 1250 mm / 1250 mm       | 1250 mm / 1250 mm       | 1300 mm / 1300 mm       |
| Vänddiameter        | 11,6 m                  | 11,6 m                  | 11,6 m                  | 12,3 m                  |

- L2 = 2-dörrars limousine
- L4 = 4-dörrars limousine
- Cb2 = 2-dörrars cabriolet
- R2 = 2-dörrars roadster